# Polyortha bryometalla
Polyortha bryometalla es una especie de polilla de la familia Tortricidae. Se encuentra en Costa Rica.